# Список глав Казахстана

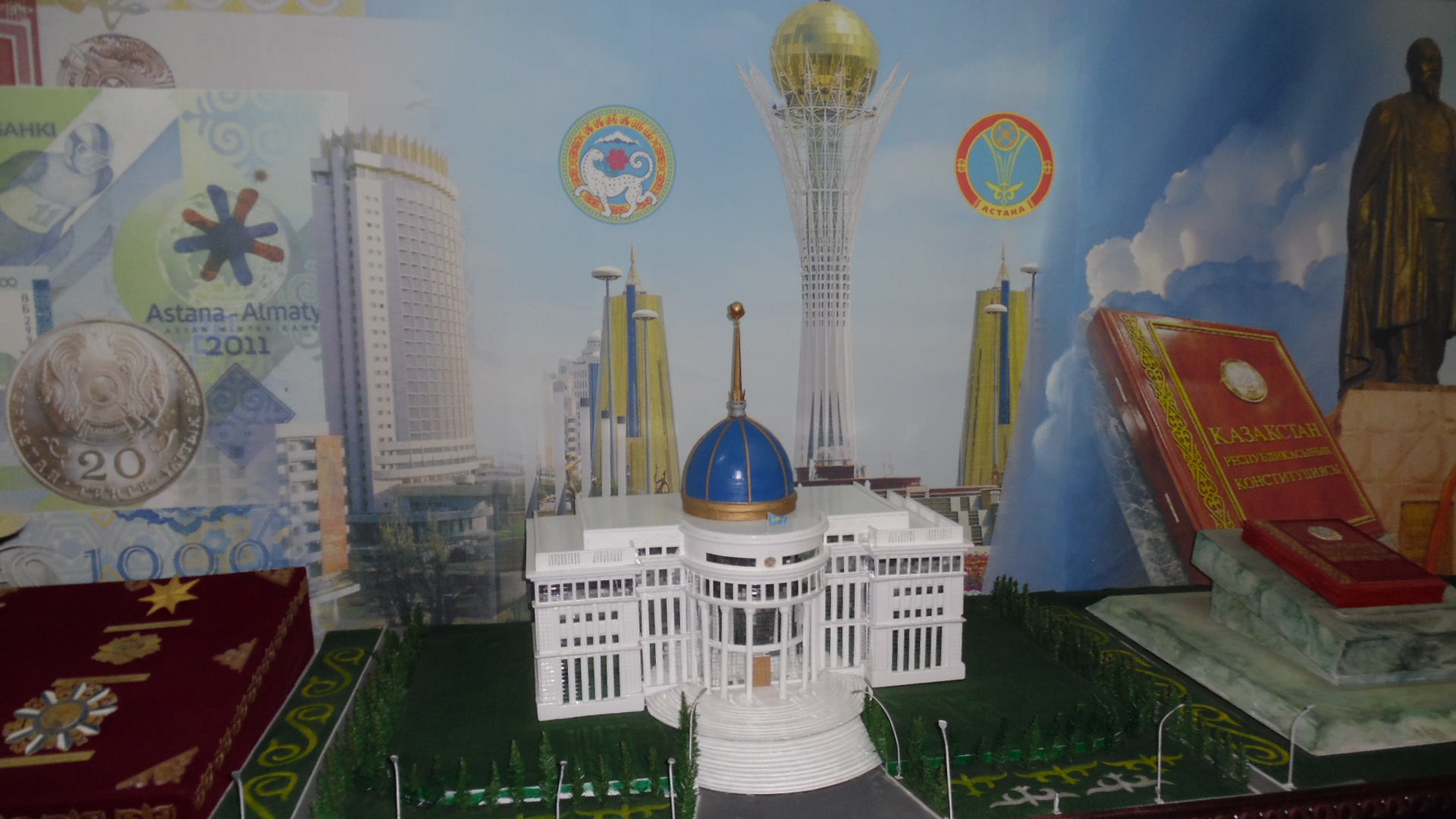
Макет Акорды — резиденции президента Республики Казахстан

В списке приведены главы государственной власти, осуществлявшие полномочия в процессе развития современной национальной государственности Казахстана, включая глав национально-административных Алаш-орды () и Киргизского края (), Киргизской (), позже Казахской () автономных республик, союзной республики () и независимого государства ().
В настоящее главой государства является Президент Республики Казахстан (каз. Қазақстан Республикасының Президенті).
Применённая в первом столбце таблиц нумерация является условной; также условным является использование в первых столбцах цветовой заливки, служащей для упрощения восприятия принадлежности лиц к различным политическим силам без необходимости обращения к столбцу, отражающему партийную принадлежность. Последовательные периоды назначения лица на пост не разделены, однако отражено изменение наименования (конституционного статуса) занимаемого поста. В столбце «Выборы» отражены состоявшиеся выборные процедуры в период независимости. Имена персоналий на русском языке приведены в соответствии с правилами казахско-русской практической транскрипции (разногласия с распространённым написанием имён оговорены в комментариях). Имена персоналий на казахском языке приведены с использованием казахского алфавита на кириллической графике.

## Алашская автономия (1917—1920) в составе России

Флаг Алаш-орды

Алашская автономия (каз. Алаш автономиясы) — существовавшее в годы Гражданской войны самопровозглашенное казахское государственное образование, под управлением Временного народного Совета (правительства), именовавшегося «Алаш-Орда» (каз. Алашорда) и состоявшего из 25 членов, 10 мест в котором предоставлялись русским и представителям других народов края. Автономия была учреждена Вторым Общекиргизским (общеказахским) съездом, состоявшимся в Оренбурге 5—13 декабря 1917 года, и была ликвидирована большевистским Революционным комитетом по управлению Киргизским краем 5 марта 1920 года, однако фактически перестала существовать ещё летом 1919 года. Столицей автономии являлся город Семипалатинск, получивший название Алаш-кала (ныне — Семей). Считала себя автономией Российской республики под управлением Временного правительства, с 1918 года — Российского государства под управлением Временного Всероссийского правительства, а позже — Верховного правителя России.
|        | Портрет | Имя (годы жизни)                                                                | Полномочия      | Полномочия   | Партия | Должность                                                                                      | Пр.               |
| Начало | Портрет | Имя (годы жизни)                                                                | Окончание       |              | Партия | Должность                                                                                      | Пр.               |
| ------ | ------- | ------------------------------------------------------------------------------- | --------------- | ------------ | ------ | ---------------------------------------------------------------------------------------------- | ----------------- |
| 1      |         | Алихан Нурмухамедович Бокейханов (1866—1937) каз. Әлихан Нұрмұхамедұлы Бөкейхан | 13 декабря 1917 | 5 марта 1920 | Алаш   | председатель автономного правительства Алаш-орды каз. Алашорда автономиялы үкіметінің төрағасы | [ 6 ] [ 7 ] [ 8 ] |

## Киргизский край (1919—1920) в составе РСФСР
10 июля 1919 года декретом Совета народных комиссаров РСФСР был создан Киргизский край (каз. Қырғыз өлкесі), административная единица на территории РСФСР с центром в городе Оренбурге. Для управления краем был назначен Революционный комитет по управлению Киргизским краем, исполнявший военные и правительственные функции, председателем которого стал поляк Станислав Пестковский. В ведение ревкома были переданы населённые киргиз-кайсаками (так русские именовали казахов) территории современного северного Казахстана. 26 августа 1920 года, после установления на этой территории советской власти, декретом Всероссийского центрального исполнительного комитета и Совета народных комиссаров РСФСР, из Киргизского края была образована Киргизская Автономная Социалистическая Советская Республика.
Курсивом и серым цветом выделены даты начала и окончания полномочий лица, временно замещающего председателя Революционного комитета.
|        | Портрет | Имя (годы жизни)                                                             | Полномочия   | Полномочия      | Партия                                           | Должность | Пр.    |
| Начало | Портрет | Имя (годы жизни)                                                             | Окончание    |                 | Партия                                           | Должность | Пр.    |
| ------ | ------- | ---------------------------------------------------------------------------- | ------------ | --------------- | ------------------------------------------------ | --- | ------ |
| 1      |         | Станислав Станиславович Пестковский (1882—1937) пол. Stanisław Pestkowski    | 10 июля 1919 | 26 августа 1920 | Российская коммунистическая партия (большевиков) | председатель Революционного комитета по управлению Киргизским краем каз. Қырғыз өлкесінің революциялық комитетінің төрағасы | [ 11 ] |
| и. о.  |         | Сакыпкерей Жармавич Аргыншаев (1887—1938) каз. Сақыпкерей Жармаұлы Арғыншаев | август 1920  | 26 августа 1920 | Российская коммунистическая партия (большевиков) | председатель Революционного комитета по управлению Киргизским краем каз. Қырғыз өлкесінің революциялық комитетінің төрағасы | [ 12 ] |

## Киргизская АССР (1920—1925) в составе РСФСР
26 августа 1920 года совместным декретом Всероссийского центрального исполнительного комитета и Совета народных комиссаров РСФСР была образована Киргизская Автономная Социалистическая Советская Республика (каз. Қырғыз Автономиялы Социалистік Кеңес Республикасы). Первоначально, до образования республиканских органов власти, их функции продолжал исполнять Революционный комитет по управлению Киргизским краем. 12 октября 1920 года был сформирован Киргизский Центральный исполнительный комитет, председателем которого (каз. Қырғыз Орталық Атқару Комитетінің Төрағасы) стал Сейиткали Мендешев. В 1924—1925 годах в ходе национально-территориального размежевания территория автономии была значительно расширена за счёт присоединения южных, населённых преимущественно казахами, областей. 15 июня 1925 года Киргизская АССР была переименована в Казакскую Автономную Социалистическую Советскую Республику.

Флаг (1920—1936)

Курсивом и серым цветом выделены даты начала и окончания полномочий лица, временно замещающего председателя Революционного комитета.
|        | Портрет | Имя (годы жизни)                                                             | Полномочия       | Полномочия       | Партия                                           | Должность | Пр.           |
| Начало | Портрет | Имя (годы жизни)                                                             | Окончание        |                  | Партия                                           | Должность | Пр.           |
| ------ | ------- | ---------------------------------------------------------------------------- | ---------------- | ---------------- | ------------------------------------------------ | --- | ------------- |
| (1)    |         | Станислав Станиславович Пестковский (1882—1937) пол. Stanisław Pestkowski    | 26 августа 1920  | 15 сентября 1920 | Российская коммунистическая партия (большевиков) | председатель Революционного комитета по управлению Киргизским краем каз. Қырғыз өлкесінің революциялық комитетінің төрағасы | [ 11 ]        |
| и. о.  |         | Сакыпкерей Жармавич Аргыншаев (1887—1938) каз. Сақыпкерей Жармаұлы Арғыншаев | 26 августа 1920  | сентябрь 1920    | Российская коммунистическая партия (большевиков) | председатель Революционного комитета по управлению Киргизским краем каз. Қырғыз өлкесінің революциялық комитетінің төрағасы | [ 12 ]        |
| 2      |         | Виктор Алексеевич Радус-Зенькович (1878—1967)                                | 15 сентября 1920 | 13 октября 1920  | Российская коммунистическая партия (большевиков) | председатель Революционного комитета по управлению Киргизским краем каз. Қырғыз өлкесінің революциялық комитетінің төрағасы | [ 17 ] [ 18 ] |
| 3      |         | Сейиткали Мендешевич Мендешев (1887—1938) каз. Сейітқали Меңдешұлы Меңдешев  | 13 октября 1920  | 19 апреля 1925   | Российская коммунистическая партия (большевиков) | председатель Киргизского Центрального исполнительного комитета каз. Қырғыз Орталық Атқару Комитетінің Төрағасы              | [ 19 ] [ 20 ] |
| 4      |         | Жалау Мынбаевич Мынбаев (1892—1929) каз. Жалау Мыңбайұлы Мыңбаев             | 19 апреля 1925   | 15 июня 1925     | Российская коммунистическая партия (большевиков) | председатель Киргизского Центрального исполнительного комитета каз. Қырғыз Орталық Атқару Комитетінің Төрағасы              | [ 21 ]        |

## Казакская (Казахская) АССР (1925—1936) в составе РСФСР
15 июня 1925 года Киргизская АССР была переименована в Казакскую Автономную Социалистическую Советскую Республику (каз. Қазақ Автономиялы Социалистік Кеңес Республикасы). В феврале 1936 года было решено изменить наименование автономии на русском языке на Казахская Автономная Социалистическая Советская Республика, пост её главы получил название председатель Казакского Центрального исполнительного комитета (каз. Қазақ Орталық Атқару Комитетінің Төрағасы). В 1925 году при переименовании автономии её столица была переведена из Оренбурга в город Кзыл-Орду (Кызыл-Орду), а в 1927 году — в город Алма-Ату. В июле 1925 года Оренбургская губерния была выведена из состава автономии и подчинена непосредственно РСФСР.
5 декабря 1936 года Казахская АССР была преобразована в Казахскую Советскую Социалистическую Республику.
|        | Портрет                                          | Имя (годы жизни) | Полномочия    | Полномочия     | Партия                                           | Должность | Пр.    |
| Начало | Портрет                                          | Имя (годы жизни) | Окончание     |                | Партия                                           | Должность | Пр.    |
| ------ | ------------------------------------------------ | --- | ------------- | -------------- | ------------------------------------------------ | --- | ------ |
| (4)    |                                                  | Жалау Мынбаевич Мынбаев (1892—1929) каз. Жалау Мыңбайұлы Мыңбаев                                                                               | 15 июня 1925  | 3 апреля 1927  | Российская коммунистическая партия (большевиков) | председатель Казахского Центрального исполнительного комитета каз. Қазақ Орталық Атқару Комитетінің Төрағасы | [ 21 ] |
| (4)    | Всесоюзная коммунистическая партия (большевиков) | Жалау Мынбаевич Мынбаев (1892—1929) каз. Жалау Мыңбайұлы Мыңбаев                                                                               | 15 июня 1925  | 3 апреля 1927  |                                                  | председатель Казахского Центрального исполнительного комитета каз. Қазақ Орталық Атқару Комитетінің Төрағасы | [ 21 ] |
| 5      |                                                  | Ельтай Ерназарович Ерназаров (1887—1945) каз. Елтай Ерназарұлы Ерназаров урожд. Ельтай Ерназарович Тышканбаев каз. Елтай Ерназарұлы Тышқанбаев | 3 апреля 1927 | 9 января 1935  | [ 25 ]                                           | председатель Казахского Центрального исполнительного комитета каз. Қазақ Орталық Атқару Комитетінің Төрағасы |        |
| 6      |                                                  | Узакбай Жельдербаевич Кулымбетов (1891—1938) каз. Ұзақбай Желдербайұлы Құлымбетов                                                              | 9 января 1935 | 5 декабря 1936 | [ 26 ] [ 27 ]                                    | председатель Казахского Центрального исполнительного комитета каз. Қазақ Орталық Атқару Комитетінің Төрағасы |        |

## Казахская ССР (1936—1991) в составе СССР
5 декабря 1936 года Казахская АССР была преобразована в Казахскую Советскую Социалистическую Республику (каз. Қазақ Кеңестік Социалистік Республикасы). В связи с преобразованием глава республики стал именоваться Председатель Центрального Исполнительного Комитета Казахской Советской Социалистической Республики (каз. Қазақтың Советтік Социалистік Республикасының Орталық Атқару Комитетінің Председателі).
После избрания в соответствии с принятой советской конституцией Верховного Совета Казахской ССР главой республики стал Председатель Президиума Верховного Совета Казахской Советской Социалистической Республики (каз. Қазақ Кеңестік Социалистік Республикасы Жоғарғы Кеңесі Президиумының Төрағасы), а до избрания коллективного Президиума 2 дня республику возглавлял Председатель Верховного Совета (каз. Қазақ КСР Жоғарғы Кеңесі Төрағасы) Салькен Дауленов. 22 февраля 1990 года Президиум Верховного Совета был ликвидирован, главой республики вновь стал Председатель Верховного Совета. 24 апреля 1990 года был введён пост Президента Казахской ССР (каз. Қазақ КСР Президенті), на который Верховным Советом КазССР на безальтернативной основе был избран Нурсултан Назарбаев. 25 октября 1990 года Верховный Совет Казахской ССР принял Декларацию о государственном суверенитете республики. 10 декабря 1991 года название государства было изменено на Республика Казахстан (каз. Қазақстан Республикасы). Однако вплоть до принятия 28 января 1993 года новой конституции в сохранявшей силу советской конституции 1978 года использовалось прежнее название страны.
16 декабря 1991 года Казахстан последним из союзных республик объявил о своей независимости. 21 декабря 1991 года президент Нурсултан Назарбаев подписал протокол к беловежским соглашениям о ликвидации СССР. 23 декабря 1991 года Верховный Совет Казахской ССР ратифицировал эти документы.
|           | Портрет                                          | Имя (годы жизни)                                                                  | Полномочия       | Полномочия | Партия | Должность | Пр.           |
| Начало    | Портрет                                          | Имя (годы жизни)                                                                  | Окончание        | | Партия | Должность | Пр.           |
| --------- | ------------------------------------------------ | --------------------------------------------------------------------------------- | ---------------- | --- | --- | --- | ------------- |
| (6)       |                                                  | Узакбай Жельдербаевич Кулымбетов (1891—1938) каз. Ұзақбай Желдербайұлы Құлымбетов | 5 декабря 1936   | 22 июня 1937 | Всесоюзная коммунистическая партия (большевиков) | председатель Центрального Исполнительного Комитета Казахской Советской Социалистической Республики каз. Қазақтың Советтік Социалистік Республикасының Орталық Атқару Комитетінің Председателі | [ 26 ] [ 27 ] |
| (6)       | Коммунистическая партия (большевиков) Казахстана | Узакбай Жельдербаевич Кулымбетов (1891—1938) каз. Ұзақбай Желдербайұлы Құлымбетов | 5 декабря 1936   | 22 июня 1937 | | председатель Центрального Исполнительного Комитета Казахской Советской Социалистической Республики каз. Қазақтың Советтік Социалистік Республикасының Орталық Атқару Комитетінің Председателі | [ 26 ] [ 27 ] |
| и. о.     |                                                  | Андрей Михайлович Заворитько (1893—1955)                                          | 22 июня 1937     | 28 октября 1937 | [ 24 ] [ 37 ] | председатель Центрального Исполнительного Комитета Казахской Советской Социалистической Республики каз. Қазақтың Советтік Социалистік Республикасының Орталық Атқару Комитетінің Председателі |               |
| и. о.     |                                                  | Алиби Токжанович Жанкельдин (1884—1953) каз. Әліби Тоқжанұлы Жанкелдін            | 22 июня 1937     | 28 октября 1937 | [ 38 ] | председатель Центрального Исполнительного Комитета Казахской Советской Социалистической Республики каз. Қазақтың Советтік Социалистік Республикасының Орталық Атқару Комитетінің Председателі |               |
| 7         |                                                  | Нурбапа Омирзаков (1907—1947) каз. Нұрбапа Өмірзақов                              | 28 октября 1937  | 15 июля 1938 | [ 39 ] | председатель Центрального Исполнительного Комитета Казахской Советской Социалистической Республики каз. Қазақтың Советтік Социалистік Республикасының Орталық Атқару Комитетінің Председателі |               |
| 8         |                                                  | Салькен Дауленович Дауленов (1907—1984) каз. Сәлкен Дәуленұлы Дәуленов            | 15 июля 1938     | 16 июля 1938 | председатель Верховного Совета Казахской Советской Социалистической Республики каз. Қазақ Советтік Социалистік Республикасының Жоғарғы Советінің Председателі                | [ 40 ] |               |
| 9         |                                                  | Абдисамет Казакбаев (1898—1959) каз. Әбдісәмет Қазақбаев                          | 16 июля 1938     | 20 марта 1947 | председатель Президиума Верховного Совета Казахской Советской Социалистической Республики каз. Қазақ Кеңестік Социалистік Республикасы Жоғарғы Кеңесі Президиумының Төрағасы | [ 41 ] |               |
| 10        |                                                  | Даниял Керимбаевич Керимбаев (1909—1982) каз. Даниял Керімбайұлы Керімбаев        | 20 марта 1947    | 23 марта 1954 | председатель Президиума Верховного Совета Казахской Советской Социалистической Республики каз. Қазақ Кеңестік Социалистік Республикасы Жоғарғы Кеңесі Президиумының Төрағасы | [ 42 ] [ 43 ] |               |
| 10        | Коммунистическая партия Казахстана               | Даниял Керимбаевич Керимбаев (1909—1982) каз. Даниял Керімбайұлы Керімбаев        | 20 марта 1947    | 23 марта 1954 | председатель Президиума Верховного Совета Казахской Советской Социалистической Республики каз. Қазақ Кеңестік Социалистік Республикасы Жоғарғы Кеңесі Президиумының Төрағасы | [ 42 ] [ 43 ] |               |
| 11        |                                                  | Нуртас Дандибаевич Ондасынов (1904—1989) каз. Нұртас Дәндібайұлы Ондасынов        | 23 марта 1954    | 31 марта 1955 | председатель Президиума Верховного Совета Казахской Советской Социалистической Республики каз. Қазақ Кеңестік Социалистік Республикасы Жоғарғы Кеңесі Президиумының Төрағасы | [ 44 ] [ 45 ] |               |
| 12        |                                                  | Жумабек Ахметович Ташенов (1915—1986) каз. Жұмабек Ахметұлы Тәшенов               | 31 марта 1955    | 20 января 1960 | председатель Президиума Верховного Совета Казахской Советской Социалистической Республики каз. Қазақ Кеңестік Социалистік Республикасы Жоғарғы Кеңесі Президиумының Төрағасы | [ 46 ] [ 47 ] |               |
| 13        |                                                  | Фазыл Каримович Карибжанов (1912—1960) каз. Фазыл Кәрімұлы Кәрібжанов             | 20 января 1960   | 25 августа 1960 | председатель Президиума Верховного Совета Казахской Советской Социалистической Республики каз. Қазақ Кеңестік Социалистік Республикасы Жоғарғы Кеңесі Президиумының Төрағасы | [ 48 ] [ 49 ] |               |
| и. о.     |                                                  | Капитолина Николаевна Крюкова (1914—2002)                                         | 25 августа 1960  | 3 января 1961 | председатель Президиума Верховного Совета Казахской Советской Социалистической Республики каз. Қазақ Кеңестік Социалистік Республикасы Жоғарғы Кеңесі Президиумының Төрағасы | [ 50 ] |               |
| 14        |                                                  | Исагали Шарипович Шарипов (1906—1976) каз. Исағали Шәріпұлы Шәріпов               | 3 января 1961    | 5 апреля 1965 | председатель Президиума Верховного Совета Казахской Советской Социалистической Республики каз. Қазақ Кеңестік Социалистік Республикасы Жоғарғы Кеңесі Президиумының Төрағасы | [ 51 ] |               |
| 15        |                                                  | Сабыр Билалович Ниязбеков (1912—1989) каз. Сабыр Біләлұлы Ниязбеков               | 5 апреля 1965    | 19 декабря 1978 | председатель Президиума Верховного Совета Казахской Советской Социалистической Республики каз. Қазақ Кеңестік Социалистік Республикасы Жоғарғы Кеңесі Президиумының Төрағасы | [ 52 ] [ 53 ] |               |
| 16        |                                                  | Исатай Абдикеримович Абдикеримов (1923—2001) каз. Исатай Әбдікәрімұлы Әбдікәрімов | 19 декабря 1978  | 14 декабря 1979 | председатель Президиума Верховного Совета Казахской Советской Социалистической Республики каз. Қазақ Кеңестік Социалистік Республикасы Жоғарғы Кеңесі Президиумының Төрағасы | [ 54 ] [ 55 ] |               |
| 17        |                                                  | Саттар Нурмашевич Имашев (1925—1984) каз. Саттар Нұрмашұлы Имашев                 | 14 декабря 1979  | 22 февраля 1984 | председатель Президиума Верховного Совета Казахской Советской Социалистической Республики каз. Қазақ Кеңестік Социалистік Республикасы Жоғарғы Кеңесі Президиумының Төрағасы | [ 56 ] |               |
| и. о.     |                                                  | Андрей Павлович Плотников (1912—1991)                                             | 22 февраля 1984  | 22 марта 1984 | председатель Президиума Верховного Совета Казахской Советской Социалистической Республики каз. Қазақ Кеңестік Социалистік Республикасы Жоғарғы Кеңесі Президиумының Төрағасы | [ 29 ] |               |
| 18        |                                                  | Байкен Ашимович Ашимов (1917—2010) каз. Бәйкен Әшімұлы Әшімов                     | 22 марта 1984    | 27 сентября 1985 | председатель Президиума Верховного Совета Казахской Советской Социалистической Республики каз. Қазақ Кеңестік Социалистік Республикасы Жоғарғы Кеңесі Президиумының Төрағасы | [ 57 ] [ 58 ] |               |
| 19        |                                                  | Саламат Мукашевич Мукашев (1927—2004) каз. Саламат Мұқашұлы Мұқашев               | 27 сентября 1985 | 9 февраля 1988 | председатель Президиума Верховного Совета Казахской Советской Социалистической Республики каз. Қазақ Кеңестік Социалистік Республикасы Жоғарғы Кеңесі Президиумының Төрағасы | [ 59 ] |               |
| 20        |                                                  | Закаш Камалиденович Камалиденов (1936—2017) каз. Зақаш Қамалиденүлы Қамалидиенов  | 9 февраля 1988   | 6 декабря 1988 | председатель Президиума Верховного Совета Казахской Советской Социалистической Республики каз. Қазақ Кеңестік Социалистік Республикасы Жоғарғы Кеңесі Президиумының Төрағасы | [ 60 ] [ 61 ] |               |
| и. о.     |                                                  | Вера Васильевна Сидорова (1934—2025) урожд. Вера Васильевна Лазукина              | 6 декабря 1988   | 10 марта 1989 | председатель Президиума Верховного Совета Казахской Советской Социалистической Республики каз. Қазақ Кеңестік Социалистік Республикасы Жоғарғы Кеңесі Президиумының Төрағасы | [ 62 ] [ 63 ] |               |
| 21        |                                                  | Мактай Рамазанович Сагдиев (1928—2012) каз. Мақтай Рамазанұлы Сағдиев             | 10 марта 1989    | 22 февраля 1990 | председатель Президиума Верховного Совета Казахской Советской Социалистической Республики каз. Қазақ Кеңестік Социалистік Республикасы Жоғарғы Кеңесі Президиумының Төрағасы | [ 64 ] |               |
| 22 (I—II) |                                                  | Нурсултан Абишевич Назарбаев (1940—) каз. Нұрсұлтан Әбішұлы Назарбаев             | 22 февраля 1990  | 24 апреля 1990 | председатель Верховного Совета Казахской Советской Социалистической Республики каз. Қазақ Советтік Социалистік Республикасының Жоғарғы Советінің Председателі                | [ 65 ] [ 66 ] |               |
| 22 (I—II) | 24 апреля 1990                                   | Нурсултан Абишевич Назарбаев (1940—) каз. Нұрсұлтан Әбішұлы Назарбаев             | 16 декабря 1991  | президент Казахской Советской Социалистической Республики каз. Қазақ Советтік Социалистік Республикасының Президенті | | [ 65 ] [ 66 ] |               |
|           | 24 апреля 1990                                   | Нурсултан Абишевич Назарбаев (1940—) каз. Нұрсұлтан Әбішұлы Назарбаев             | 16 декабря 1991  | президент Казахской Советской Социалистической Республики каз. Қазақ Советтік Социалистік Республикасының Президенті | независимый | [ 65 ] [ 66 ] |               |

## Период независимости (с 1991)

Флаг (с 1992)

16 декабря 1991 года Казахстан последним из союзных республик объявил о своей независимости. 21 декабря 1991 года президент Нурсултан Назарбаев подписал протокол к беловежским соглашениям о ликвидации СССР. 23 декабря 1991 года Верховный Совет Казахской ССР ратифицировал эти документы. 6 июля 1994 года было принято постановление Верховного Совета Казахстана о переносе столицы из Алма-Аты в Акмолу. 10 декабря 1997 года решение о переносе столицы поддержал президент. После состоявшегося 6 мая 1998 года переименования города в Астану (каз. Астана — «столица»), 10 июня 1998 года состоялось его международное представление в столичном статусе. Вскоре после отставки Н. Назарбаева с поста президента, 23 марта 2019 года столица была переименована в Нур-Султан в честь первого президента страны, однако президентским указом от 17 сентября 2022 года столице было возвращено наименование Астана.
15 июня 2010 года за Назарбаевым официально закреплён статус Первого Президента Республики Казахстан — Лидера Нации (каз. Елбасы).
|                | Портрет        | Имя (годы жизни)                                                        | Полномочия      | Полномочия                                | Партия       | Выборы        | Должность                                                                | Пр.           |
| Начало         | Портрет        | Имя (годы жизни)                                                        | Окончание       |                                           | Партия       | Выборы        | Должность                                                                | Пр.           |
| -------------- | -------------- | ----------------------------------------------------------------------- | --------------- | ----------------------------------------- | ------------ | ------------- | ------------------------------------------------------------------------ | ------------- |
| 22 (III—VIII)  |                | Нурсултан Абишевич Назарбаев (1940—) каз. Нұрсұлтан Әбішұлы Назарбаев   | 16 декабря 1991 | 29 апреля 1995                            | независимый  | 1991          | президент Республики Казахстан каз. Қазақстан Республикасының Президенті | [ 65 ] [ 66 ] |
| 22 (III—VIII)  | 29 апреля 1995 | Нурсултан Абишевич Назарбаев (1940—) каз. Нұрсұлтан Әбішұлы Назарбаев   | 20 января 1999  | реф. 1995                                 | независимый  |               | президент Республики Казахстан каз. Қазақстан Республикасының Президенті | [ 65 ] [ 66 ] |
| 22 (III—VIII)  | 20 января 1999 | Нурсултан Абишевич Назарбаев (1940—) каз. Нұрсұлтан Әбішұлы Назарбаев   | 11 января 2006  | 1999                                      | независимый  |               | президент Республики Казахстан каз. Қазақстан Республикасының Президенті | [ 65 ] [ 66 ] |
|                | 11 января 2006 | Нурсултан Абишевич Назарбаев (1940—) каз. Нұрсұлтан Әбішұлы Назарбаев   | 8 апреля 2011   | Народно-демократическая партия «Нур Отан» | 2005         |               | президент Республики Казахстан каз. Қазақстан Республикасының Президенті | [ 65 ] [ 66 ] |
| 8 апреля 2011  | 29 апреля 2015 | Нурсултан Абишевич Назарбаев (1940—) каз. Нұрсұлтан Әбішұлы Назарбаев   | 2011            | Народно-демократическая партия «Нур Отан» |              |               | президент Республики Казахстан каз. Қазақстан Республикасының Президенті | [ 65 ] [ 66 ] |
| 8 апреля 2011  | 29 апреля 2015 | Нурсултан Абишевич Назарбаев (1940—) каз. Нұрсұлтан Әбішұлы Назарбаев   | 2011            | Нур Отан                                  |              |               | президент Республики Казахстан каз. Қазақстан Республикасының Президенті | [ 65 ] [ 66 ] |
| 29 апреля 2015 | 20 марта 2019  | Нурсултан Абишевич Назарбаев (1940—) каз. Нұрсұлтан Әбішұлы Назарбаев   | 2015            |                                           |              |               | президент Республики Казахстан каз. Қазақстан Республикасының Президенті | [ 65 ] [ 66 ] |
| 2 (I—III)      |                | Касым-Жомарт Кемелевич Токаев (1953—) каз. Қасым-Жомарт Кемелұлы Тоқаев | 20 марта 2019   | 12 июня 2019                              | [ комм. 38 ] | [ 71 ] [ 72 ] | президент Республики Казахстан каз. Қазақстан Республикасының Президенті |               |
| 2 (I—III)      | 12 июня 2019   | Касым-Жомарт Кемелевич Токаев (1953—) каз. Қасым-Жомарт Кемелұлы Тоқаев | 26 ноября 2022  | 2019                                      |              | [ 71 ] [ 72 ] | президент Республики Казахстан каз. Қазақстан Республикасының Президенті |               |
| 2 (I—III)      | 26 ноября 2022 | Касым-Жомарт Кемелевич Токаев (1953—) каз. Қасым-Жомарт Кемелұлы Тоқаев | действующий     | Аманат                                    | 2022         | [ 73 ]        | президент Республики Казахстан каз. Қазақстан Республикасының Президенті |               |
|                | 26 ноября 2022 | Касым-Жомарт Кемелевич Токаев (1953—) каз. Қасым-Жомарт Кемелұлы Тоқаев | действующий     | независимый                               | 2022         | [ 74 ]        | президент Республики Казахстан каз. Қазақстан Республикасының Президенті |               |